# البان (الشحر)
'

تعديل مصدري - تعديل

البان هي إحدى قرى عزلة الشحر بمديرية الشحر التابعة لمحافظة حضرموت، بلغ تعداد سكانها 157 نسمة حسب تعداد اليمن لعام 2004.